# Tweede Spaanse Republiek
De Tweede Spaanse Republiek (Spaans: Segunda República Española) duurde van 14 april 1931 tot 1 april 1939 (hoewel de monarchie in Spanje pas in 1947 werd hersteld).

## Republiek
De gemeenteraadsverkiezingen die in Spanje 12 april 1931 werden gehouden, liepen uit in een overwinning voor de republikeinen en socialisten die zich eind 1930 in San Sebastián hadden verenigd in een Voorlopige Republikeinse Regering onder Niceto Alcalá-Zamora. De kiezers waren erg teleurgesteld in de monarchie, omdat koning Alfons XIII van Spanje in de jaren twintig de dictator generaal Miguel Primo de Rivera had gesteund.
Op 14 april 1931 verliet de koning het land en werd de Tweede Spaanse Republiek uitgeroepen (ter onderscheiding van de Eerste Spaanse Republiek die van 1873 tot 1874 duurde). De katholieke en gematigd republikeinse Alcalá-Zamora werd de minister-president van een interim-regering. Miguel Maura (zoon van een minister-president) werd minister van Binnenlandse Zaken, de linkse-republikein Manuel Azaña werd minister van Defensie, terwijl de gematigde socialist Indalecio Prieto financiën beheerde.
Catalonië verkreeg een autonome status met kolonel Francesc Macià als president. Baskenland werd autonomie in het vooruitzicht gesteld, evenals andere Spaanse regio's.
In oktober 1931 traden Alcalá-Zamora, Maura en enkele andere ministers terug uit onvrede over de antiklerikale wetgeving. Desondanks aanvaardde Alcalá-Zamora in december van dat jaar het presidentsambt.
Bij de verkiezingen van oktober behaalden de linkse-republikeinen en de sociaaldemocraten (PSOE) een verkiezingsoverwinning. Azaña vormde daarop een coalitiekabinet bestaande uit linkse- en gematigde-republikeinen en de PSOE. Alcalá-Zamora werd president. Een slecht voorbereide poging tot staatsgreep van generaal José Sanjurjo op 10 augustus 1932 werd gemakkelijk de kop ingedrukt en verbeterde het prestige van de regering bij de bevolking.
De regering-Azaña was antiklerikaal en antimilitaristisch. Zij greep niet in wanneer de katholieke kerk werd aangevallen of wanneer kerkgebouwen vernietigd werden of religieuzen vermoord. De jezuïetenorde werd door Azaña al snel ontbonden, maar de leden mochten als leken in Spanje blijven wonen. De bezittingen van de katholieke kerk bleven voorlopig onbelast, al werd een verdeling van het kerkelijk landbezit door de vakbonden aangekondigd. Ook de bezittende klasse bleef voorlopig buiten schot. Het hoogste belastingtarief stond tijdens de republiek op 14%.
Veel hogere legerofficieren weigerden de eed van trouw op de republikeinse grondwet af te leggen. Zij moesten de dienst verlaten maar kregen een pensioen dat bijna gelijk was aan hun wedde. De regering streefde naar verkleining van het officierskorps, dat gevreesd werd als een "staat in de staat". Dit alles wekte wrok bij delen van de strijdkrachten.
Het buitenlands beleid van de Republikeinen werd gekenmerkt door neutraliteit en pacifisme. De regering participeerde actief in internationale fora en wilde niets weten van opnieuw een isolement, waar Spanje al zo lang mee geconfronteerd was. Spanje moest nu eindelijk weten dat het in Europa lag en dat was de boodschap van de regering. Belangrijkste pijlers waren de relaties met Portugal, Frankrijk en Groot-Brittannië en Latijns-Amerika. Met het Vaticaan waren de relaties, door de antiklerikale houding, zeer moeizaam. Met de communistische Sovjet-Unie en het antiklerikale Mexico werden de banden in 1931 en opnieuw in 1936 stevig aangehaald, hetgeen leidde tot argwaan in Portugal, bij de Kerk (paus Pius XI omschreef dit landentrio als de verschrikkelijke driehoek) en in delen van de burgerij.
Bij de oktoberverkiezingen van 1933 behaalden de centrumrechtse CEDA een (nipte) overwinning. De CEDA was een samenwerkingsverband tussen de alfonsistische monarchisten, de conservatieven, de conservatieve republikeinen, boeren en sommige katholieke partijen.
José Antonio Primo de Rivera, de oprichter van de fascistische Falange, werd in de Cortes Generales gekozen.
De nieuwe premier werd de leider van de Radicale Partij, Alejandro Lerroux. Lerroux, niet helemaal vrij van corruptie, nam echter niet de CEDA op in de regering, maar de CEDA verleende wel gedoogsteun via de Cortes.

## Staking
In oktober 1934 weigerde de CEDA-voorzitter Gil-Robles om de regering nog langer vanuit de Cortes te steunen, waarop zij viel. Lerroux vormde nu een regering waarin de CEDA wel vertegenwoordigd was. Uit onvrede over de CEDA-deelname aan de regering en over het beleid van de regering-Lerroux, brak er een staking uit onder anarchisten in Catalonië en door communisten in andere delen van het land. De Catalaanse regering, nu onder leiding van Lluís Companys, riep de onafhankelijkheid uit. Onder meer in Galicië braken ook mijnwerkersstakingen uit. Lerroux schakelde toen generaal Francisco Franco en kolonel Astray in om de opstand te breken, met een bloedbad onder de mijnwerkers tot gevolg. Eind oktober 1934 was de staking overal gebroken. Honderden mensen stierven en belandden in de gevangenis. De hele Catalaanse regering werd in de gevangenis geworpen.

## Volksfront-regering

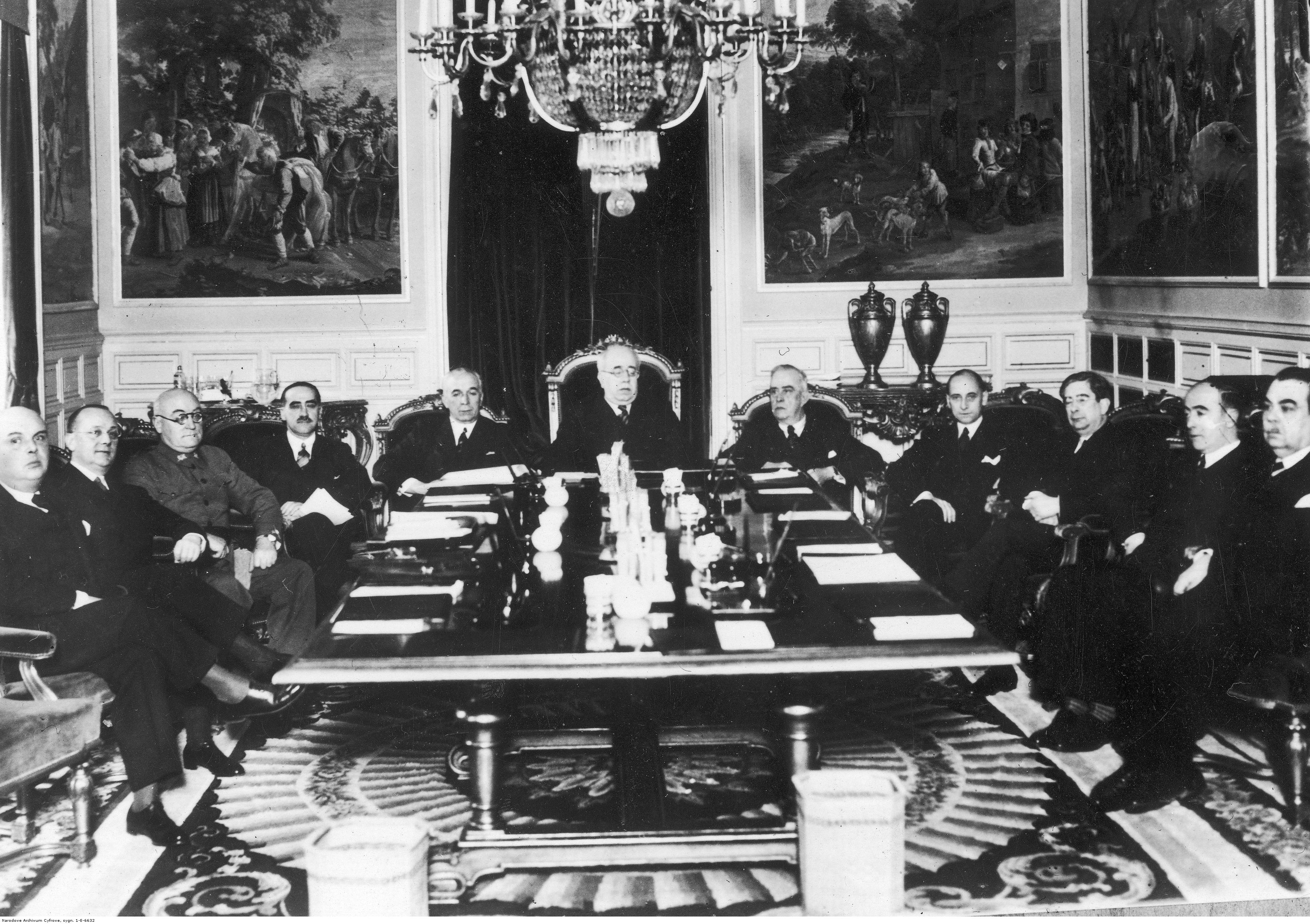
Het kabinet-Azaña (1936)

In januari 1936 werd door de initiatieven van de antiklerikale sociaalliberaal Manuel Azaña en de Spaanse communistische partij PCE het linkse Volksfront opgericht. De Izquierda Republicana (van Azaña), de Spaanse Socialistische Partij (van Francisco Largo Caballero), de Communistische Partij van Spanje, de Catalaanse separatisten van Esquerra, de Republikeinse Unie Partij (van Diego Martínez Barrio) en enkele kleinere socialistische en antiklerikaal-republikeinse partijtjes vormden het Frente Populare (Volksfront).
De CEDA, de agrariërs, de alfonsisten, de sociaal-katholieke arbeidersorganisaties en de rechtse republikeinen en andere centrumrechtse partijen verenigden zich daarentegen in het Nationaal Front.
Bij de februariverkiezingen van 1936 behaalde het Volksfront zeer nipt de overwinning, op de voet gevolgd door het Nationaal Front. Manuel Azaña werd opnieuw minister-president. De communisten – in Spanje slechts een zeer kleine partij – werden buiten de regering gehouden. De nieuwe regering leunde vooral op de democratisch socialistische PSOE, de Izquierda en de vakbond UGT.
Reeds in april 1936 dwongen de linkse partijen de gematigde rechts-liberale president Niceto Alcalá-Zamora tot aftreden. Zamora werd opgevolgd door de links-liberale kandidaat Azaña. Santiago Casares Quiroga, een partijgenoot van Azaña, werd minister-president.
Baskenland verkreeg uiteindelijk een autonome status. José Aguirre, de voorzitter van de Baskische nationale partij (PNV) werd voorzitter van Baskenland.

## Opstand van de militairen
Het leger, dat de centrumrechtse regering van Lerroux steunde, keerde zich spoedig tegen de linkse regering van Azaña. Hoewel Azaña – een bourgeois-liberaal – geen socialist was en ook geen sympathieën had in die richting, werd hij door de (rechtse) militairen afgeschilderd als een gevaarlijke communist, omdat Azaña contacten had met de Sovjet-Unie.
Op 17 en 18 juli 1936 pleegde het leger onder leiding van generaal Emilio Mola een staatsgreep. Deze lukte slechts ten dele. In Madrid en Barcelona werden de opstandelingen binnen 24 uur verslagen. Noordwest- en Zuid-Spanje (inclusief Spaans-Marokko) vielen in handen van de opstandige legers.
Azaña ontsloeg premier Casares en benoemde de gematigde Diego Martínez Barrio tot diens opvolger. Martinez moest onderhandelen met de opstandelingen en bood generaal Emilio Mola de post van Defensie aan in een eventueel te vormen regering aan (waar de PSOE geen deel van zou gaan uitmaken). Mola weigerde echter. Hierop brak de Spaanse Burgeroorlog uit. Deze zou tot 1 april 1939 duren.
In september 1936 werd Francisco Largo Caballero, een vakbondsman en socialist, minister-president. Hierna radicaliseerde de strijd. De opstandelingen kozen in 1937 generaal Francisco Franco tot voorzitter van de Junta (Emilio Mola was omgekomen bij een dubieus vliegtuigongeluk).
Op 11 mei 1937 trad Largo Caballero als premier af. Zijn partijgenoot Juan Negrín, een man met Sovjet-sympathieën, werd premier. De Spaanse Republiek raakte nu geheel afhankelijk van de militaire steun uit de Sovjet-Unie.

## Einde van de Spaanse Republiek
De regering van de republiek was sinds 6 november 1936 uit veiligheidsoverwegingen gevestigd in Valencia. Later vestigden ook de autonome regering van Baskenland onder president José Aguirre zich in Valencia.
In Barcelona waren de anarchisten en de marxisten-trotskisten oppermachtig. Dit beperkte de bewegingsruimte van de regering. Pas toen de anarchisten (CNT) en de trotskisten (POUM) met Sovjet-hulp door de GPOe, onder wie Erich Mielke, waren uitgeschakeld kreeg de regering weer wat meer invloed, die zij echter moest delen met de door de Sovjet-Unie gesteunde communisten van de PCE en de linkse socialisten.
Vanaf eind 1938 verloor de republiek steeds meer grondgebied. Op 27 februari 1939 weken de presidenten van Spanje, Baskenland en Catalonië uit naar Frankrijk onder Léon Blum. Alleen premier Negrin bleef nog enige tijd in Barcelona maar verkoos uiteindelijk ook de ballingschap in Frankrijk.
Kolonel Segismundo Casado, de commandant van Madrid vreesde dat de communisten en premier Negrin een coup zouden plegen. Om hen voor te zijn pleegde hijzelf een staatsgreep en installeerde een militaire raad met generaal José Miaja, de opperbevelhebber van de republikeinse troepen.
Miaja en Casado onderhandelden met de opstandelingen van Franco over een evacuatie van de republikeinse troepen naar Frankrijk en Mexico. Hij kreeg echter geen toestemming. Nadat Valencia en Barcelona waren gevallen voor de opstandelingentroepen, zag men in Madrid in dat verzet nutteloos was. De stad werd vele malen aangevallen maar nooit veroverd door de troepen van Franco. Op 1 april 1939 gaf Madrid zich over, waarna de republiek ten einde kwam.
In ballingschap werd de republiek nog door een klein aantal republikeinse politici voortgezet. Deze regering werd door een klein aantal landen, waaronder Mexico, de Sovjet-Unie en het latere communistische Joegoslavië erkend als enige wettige Spaanse regering. Franco werd als dictator en staatsleider van de Spaanse staat in 1939 door de internationale gemeenschap erkend en uiteindelijk ook in 1955 als zodanig ook door de Verenigde Naties erkend. In 1977, na de terugkeer van de democratie, werd de dictatuur opgeheven.

## Politici
- Niceto Alcalá-Zamora, president
- Manuel Azaña, president
- Diego Martínez Barrio, interim-president en premier
- Francisco Largo Caballero, premier
- Santiago Casares Quiroga, premier
- Juan Negrín, premier
- Francesc Macià, president Catalonië
- José Aguirre, president Baskenland
- Lluís Companys, president Catalonië

## Militairen
- Generaal José Miaja (opperbevelhebber)
- Kolonel Segismundo (bevelhebber Centraal-Spanje en Madrid)

## Partijen en vakbonden
- PSOE (socialisten)
- Izquierda Republicana (linkse-republikeinen)
- Esquerra Republicana de Catalunya (linkse Catalaanse nationalisten)
- Republikeinse Unie Partij (gematigde republikeinen)
- Partido Republicano Conservador (rechtse-republikeinen)
- PCE (communisten)
- POUM (trotskistische communisten)
- CNT (anarchistische vakbond)
- FNTT (socialistische vakbond van landarbeiders)
- FAI (Iberische anarchisten)
- UGT (gematigde socialistische vakbond)
- Estat Català (Catalaanse nationalisten)
- PNV (Baskische nationalisten)